# Aldo Tonti
Aldo Tonti, né le 2 mars 1910 à Rome, où il est mort le 7 juillet 1988 , est un directeur de la photographie et un acteur italien.

## Biographie
Au cinéma, entre 1935 et 1984, Aldo Tonti est chef opérateur sur plus de cent-trente films, majoritairement italiens. S'y ajoutent des coproductions, Barabbas en 1961, film américano-italien de Richard Fleischer, avec Anthony Quinn dans le rôle-titre, Silvana Mangano et Vittorio Gassman, ainsi que quatre films américains, dont Guerre et Paix (1956, avec Audrey Hepburn, Mel Ferrer et Henry Fonda) de King Vidor, où il est chef opérateur de seconde équipe, et Reflets dans un œil d'or (1967, avec Elizabeth Taylor et Marlon Brando) de John Huston.
Parmi les autres réalisateurs avec lesquels il collabore, figurent Duilio Coletti (ex. : Sous dix drapeaux en 1950, film américano-italien avec Van Heflin, Charles Laughton et Mylène Demongeot), Alberto Lattuada (ex. : Sans pitié en 1948, avec Carla Del Poggio, John Kitzmiller et Giulietta Masina), et Roberto Rossellini (Europe 51 en 1952, avec Ingrid Bergman et Alexander Knox), entre autres.
Il est occasionnellement acteur (petits rôles), dans six films disséminés entre 1947 et 1967, où il est principalement directeur de la photographie (voir la filmographie).
À la télévision, Aldo Tonti est chef opérateur sur deux téléfilms, en 1970 et 1975.

## Filmographie partielle

### Au cinéma
Films italiens, comme directeur de la photographie, sauf mention contraire ou complémentaire
- 1935 : Déchéance (Odette) de Jacques Houssin et Giorgio Zambon
- 1938 : Luciano Serra, pilote (Luciano Serra pilota) de Goffredo Alessandrini (premier assistant opérateur)
- 1938 : Sous la Croix du Sud (Sotto la croce del sud) de Guido Brignone
- 1939 : Les Robinsons de la mer (Piccoli naufraghi) de Flavio Calzavara
- 1939 : L'Apôtre du désert (Abuna Messias) de Goffredo Alessandrini
- 1940 : Cœurs dans la tourmente (Cuori nella tormenta) de Carlo Campogalliani
- 1941 : Michel-Ange de Caravage, le peintre maudit (Caravaggio, il pittore maledetto) de Goffredo Alessandrini
- 1942 : Marchand d'esclaves (Il mercante di schiave) de Duilio Coletti
- 1942 : La donna è mobile  de Mario Mattoli
- 1942 : Commando du désert (Bengasi) d'Augusto Genina
- 1942 : Ce soir, rien de nouveau (Stasera niente di nuovo) de Mario Mattoli
- 1943 : Les Amants diaboliques (Ossessione) de Luchino Visconti
- 1945 : La Porte du ciel (La porta del cielo) de Vittorio De Sica
- 1945 : La Confession tragique (L'abito nero da sposa) de Luigi Zampa
- 1946 : Le Bandit (Il bandito) d'Alberto Lattuada
- 1946 : Le Témoin (Il testimone) de Pietro Germi
- 1946 : Le soleil se lèvera encore (Il sole sorge ancora) d'Aldo Vergano
- 1946 : Rome ville libre (Roma città libera) de Marcello Pagliero
- 1947 : Sept Ans de malheur (Come persi la guerra) de Carlo Borghesio (+ acteur)
- 1947 : Le Crime de Giovanni Episcopo (Il delitto di Giovanni Episcopo) d'Alberto Lattuada
- 1947 : La Fille du capitaine (La figlia del capitano) de Mario Camerini
- 1948 : L'amore (L'amore, Due storie d'amore) de Roberto Rossellini, seconde histoire Le Miracle (Il miracolo)
- 1948 : De nouveaux hommes sont nés (Proibito rubare) de Luigi Comencini
- 1948 : Sans pitié (Senza pietà) d'Alberto Lattuada
- 1949 : Les Pompiers chez les pin-up (I pompieri di Viggiù) de Mario Mattoli (+ acteur, sous le pseudonyme de Fritz Marlat)
- 1949 : Le Loup de la Sila (Il lupo della Sila) de Duilio Coletti
- 1949 : Le Moulin du Pô (Il mulino del Po) d'Alberto Lattuada
- 1949 : Il vedovo allegro de Mario Mattoli
- 1949 : Romanticismo de Clemente Fracassi
- 1950 : Je suis de la revue (Botta e riposta) de Mario Soldati
- 1950 : Naples millionnaire (Napoli milionaria) d'Eduardo De Filippo (+ acteur)
- 1950 : Mon frère a peur des femmes (L'inafferrabile 12) de Mario Mattoli
- 1950 : Mara fille sauvage (Il brigante Musolino) de Mario Camerini
- 1952 : Europe 51 (Europa '51) de Roberto Rossellini
- 1952 : Sensualité (Sensualità) de Clemente Fracassi
- 1953 : La Louve de Calabre (La lupa) d'Alberto Lattuada
- 1953 : Anni facili de Luigi Zampa (+ acteur)
- 1953 : Panique à Gibraltar (Il sette dell'orsa maggiore) de Duilio Coletti
- 1953 : Les Infidèles (Le infedeli) de Mario Monicelli et Steno
- 1954 : Où est la liberté ? (Dov'è la libertà ?) de Roberto Rossellini
- 1954 : Le Navire des filles perdues (La nave delle donne maledette) de Raffaello Matarazzo
- 1954 : Attila, fléau de Dieu (Attila, il flagello di Dio) de Pietro Francisci (film franco-italien)
- 1954 : Du sang dans le soleil (Proibito) de Mario Monicelli
- 1955 : Ce soir, rien de nouveau (L'ultimo amante) de Mario Mattoli
- 1956 : Guerre et Paix (War and Peace) de King Vidor (film américain ; photographie de seconde équipe)
- 1957 : Les Nuits de Cabiria (Le notti di Cabiria) de Federico Fellini (film franco-italien)
- 1957 : Souvenirs d'Italie (Souvenir d'Italie) d'Antonio Pietrangeli
- 1958 : Fortunella d'Eduardo De Filippo
- 1958 : La Tempête (La tempesta) d'Alberto Lattuada
- 1958 : Come te movi, te fulmino! de Mario Mattoli
- 1959 : Brèves Amours (Vacanze d'inverno) de Camillo Mastrocinque et Giuliano Carnimeo (film franco-italien)
- 1959 : Inde, terre mère (India : Matri Bhumi) de Roberto Rossellini (documentaire franco-italien)
- 1959 : La Fille de Capri (For the First Time) de Rudolph Maté
- 1960 : Sous dix drapeaux (Sotto dieci bandiere) de Duilio Coletti (film américano-italien)
- 1960 : J'aime, tu aimes (Io amo, tu ami) d'Alessandro Blasetti (documentaire franco-italien)
- 1960 : Le Bossu de Rome (Il gobbo) de Carlo Lizzani
- 1960 : Les Dents du diable (The Savage Innocents) de Nicholas Ray (film franco-italo-britannique)
- 1961 : Barabbas (Barabba) de Richard Fleischer (film américano-italien)
- 1962 : Le Tyran de Syracuse (Il tiranno di Siracusa) de Curtis Bernhardt (film américano-italien)
- 1963 : L'Amour à la suédoise (Il diavolo) de Gian Luigi Polidoro
- 1964 : Le Mari de la femme à barbe (La donna scimmia) de Marco Ferreri
- 1964 : Le Château des morts-vivants (Il castello dei morti vivi) de Luciano Ricci et Lorenzo Sabatini
- 1965 : Su e giù de Mino Guerrini (+ acteur)
- 1965 : Casanova 70 (Casanova '70) de Mario Monicelli
- 1966 : Belfagor le Magnifique (L'arcidiavolo) d'Ettore Scola
- 1966 : Ramdam à Rio (Se tutte le donne del mondo) d'Henry Levin et Arduino Maiuri
- 1966 : Opération San Gennaro (Operazione San Gennaro) de Dino Risi
- 1966 : L'Ombre d'un géant (Cast a Giant Shadow) de Melville Shavelson (film américain)
- 1967 : Le Déchaîné (Lo scatenato) de Franco Indovina (+ acteur)
- 1967 : Reflets dans un œil d'or (Reflections in a Golden Eye) de John Huston (film américain)
- 1968 : Rome comme Chicago (Roma come Chicago) d'Alberto De Martino
- 1968 : Les Jeunes Tigres (I giovani tigri) d'Antonio Leonviola
- 1968 : La pecora nera de Luciano Salce
- 1969 : Les héros ne meurent jamais (Probabilità zero) de Maurizio Lucidi
- 1970 : La Cité de la violence (Città violenta) de Sergio Sollima (film franco-italien)
- 1970 : Brancaleone s'en va-t-aux croisades (Brancaleone alle crociate) de Mario Monicelli (film italo-algérien)
- 1971 : Les Dynamiteros (The Deserter) de Niksa Fulgosi et Burt Kennedy (film américano-italo-yougoslave)
- 1971 : La Victime désignée (La vittima designata) de Maurizio Lucidi
- 1972 : Cosa Nostra de Terence Young (film franco-italien)
- 1973 : Les Amazones (Le guerriere del seno nudo) de Terence Young (film franco-italo-espagnol)
- 1973 : L'Homme aux nerfs d'acier (Dio, sei proprio un padreterno!) de Michele Lupo
- 1974 : Jo le Fou (Crazy Joe) de Carlo Lizzani (film américano-italien)
- 1974 : Les Durs (Uomini duri) de Duccio Tessari (film américo-franco-italien)
- 1976 : Une femme à sa fenêtre de Pierre Granier-Deferre (film franco-germano-italien)
- 1976 : La Fiancée de l'évêque (Quelle strane occasioni), film à sketches, segment Italian Superman de Nanni Loy
- 1977 : René la Canne de Francis Girod (film franco-italien)
- 1979 : Ashanti de Richard Fleischer (film américain)
- 1984 : 2072, les mercenaires du futur (I guerrieri del'anno 2072) de Lucio Fulci (photographie de seconde équipe)

### À la télévision
- 1970 : Upon this Rock, téléfilm américain d'Harry Rasky
- 1975 : Le Comte de Monte-Cristo (The Count of Monte-Cristo), téléfilm italo-britannique de David Greene